# Maria Amalia de Saxonia (1757–1831)

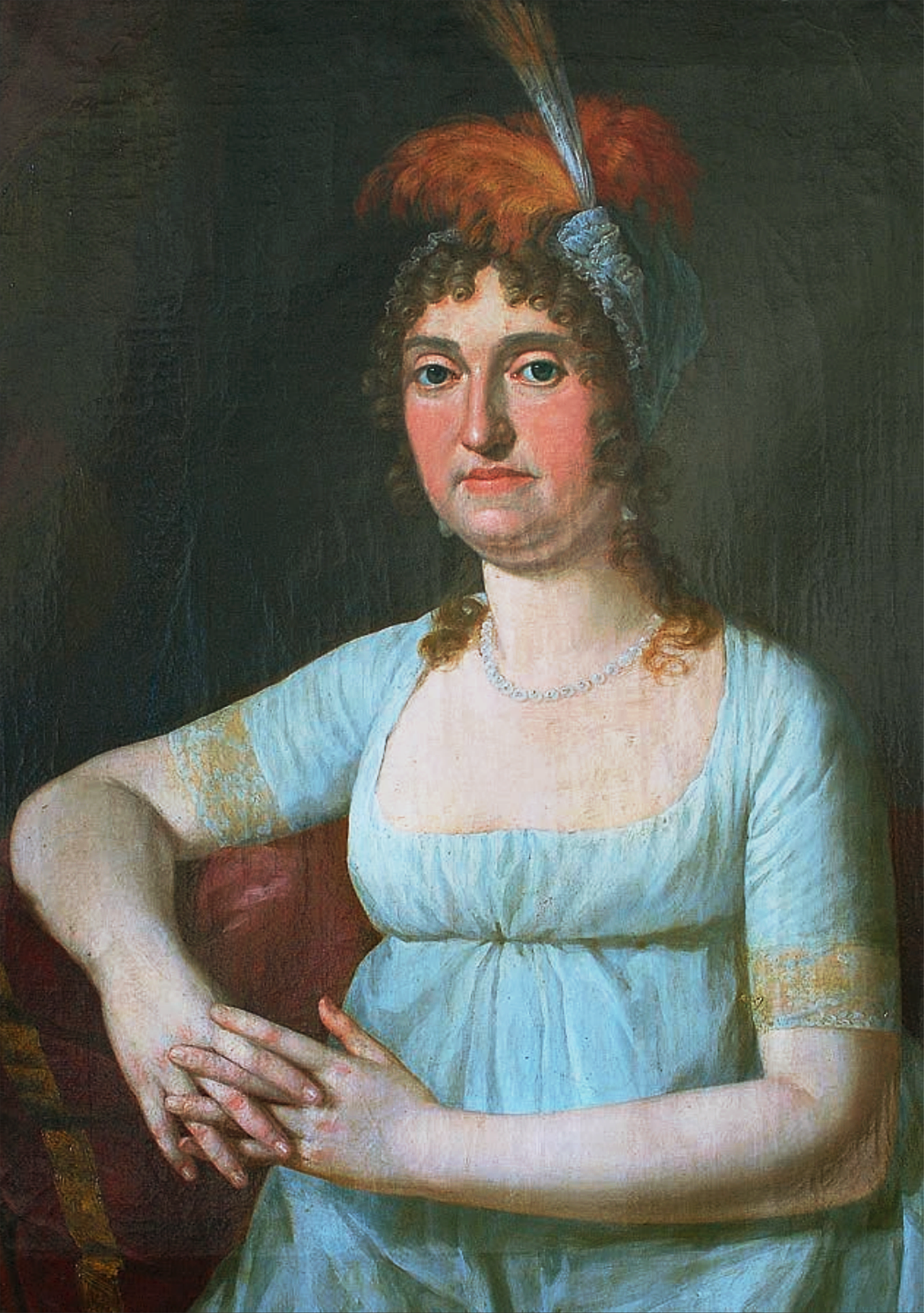
Maria Amalia de Saxonia, Contesă Palatină de Zweibrücken.

Maria Amalia Anna Josephina Antonia Justina Augusta Xaveria Aloysia Johanna Nepomucena Magdalena Walpurgis Katharina de Saxonia (n. 26 septembrie 1757, Dresda – d. 20 aprilie 1831, Neuburg an der Donau) a fost o Prințesă saxonă pe linia albertină a Casei Wettin și Contesă prin căsătoria cu Contele Palatin de Zweibrücken.

## Biografie
Maria Amalie a fost al șaselea copil și cea mai mare fiică din căsătoria Electorului Friedrich Christian (1722–1763) cu Maria Antonia de Bavaria (1724–1780), fiica regelui  Carol al VII-lea. Frații ei au fost, regii saxoni Frederic Augustus I și Anton. A fost verișoară cu regii Ludovic al XVI-lea al Franței și Carol al IV-lea al Spaniei precum și cu împărăteasă Maria Louisa a Spaniei.
Maria Amalie s-a căsătorit la 12 februarie 1774 în Dresda cu Contele Palatin Karl al II-lea August de Birkenfeld-Bischweiler (1746–1795).

## Urmași
Din căsătoria ei cu Karl August, Maria Amalie a avut un fiu:
- Karl August Friedrich (1776–1784), Prinț Palatin de Zweibrücken

## Literatură
- Christian von Stramberg, Anton Joseph Weidenbach: Denkwürdiger und Nützlicher Rheinischer Antiquarius. Das Rheinufer von Coblenz bis zur Mündung der Nahe, Band 8 (= Band 7, Teil 2), Koblenz 1859, S. 684. Digitalisat
- Verzeichnis der sämmtlichen Bücher, welche sich in der von der höchstseeligen Frau Herzogin von Pfalzzweibrücken ... zurückgelassen Bibliothek zu Neuburg befinden., Neuburg a. d. Donau 1833. Digitalisat der BSB